# Zona Norte (Rio de Janeiro)
A Zona Norte do Rio de Janeiro é uma área geográfica do município do Rio de Janeiro, localizada ao norte do Maciço da Tijuca, ao sul da Baixada Fluminense e a oeste da Baía de Guanabara.

## História

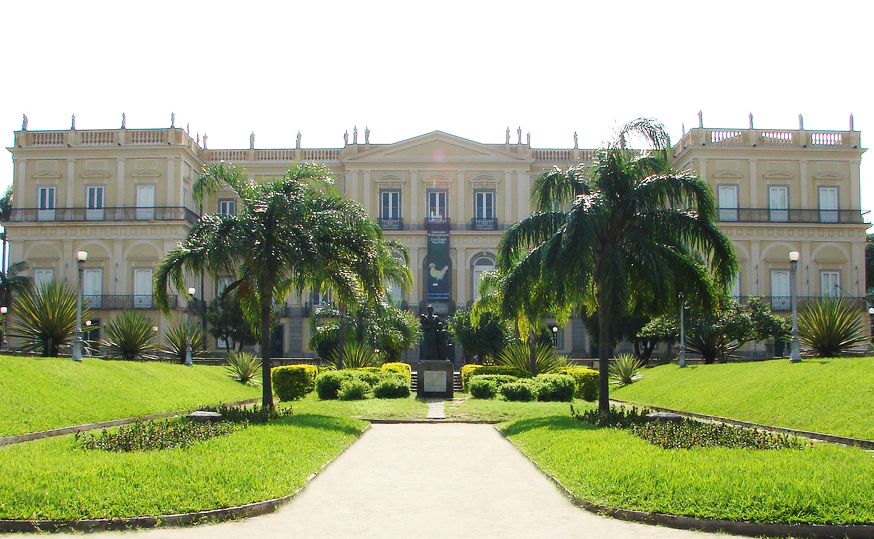
Palácio de São Cristóvão, na Quinta da Boa Vista. Foi a Residência Oficial da Família Imperial Brasileira e sede da Assembleia Nacional Constituinte de 1891

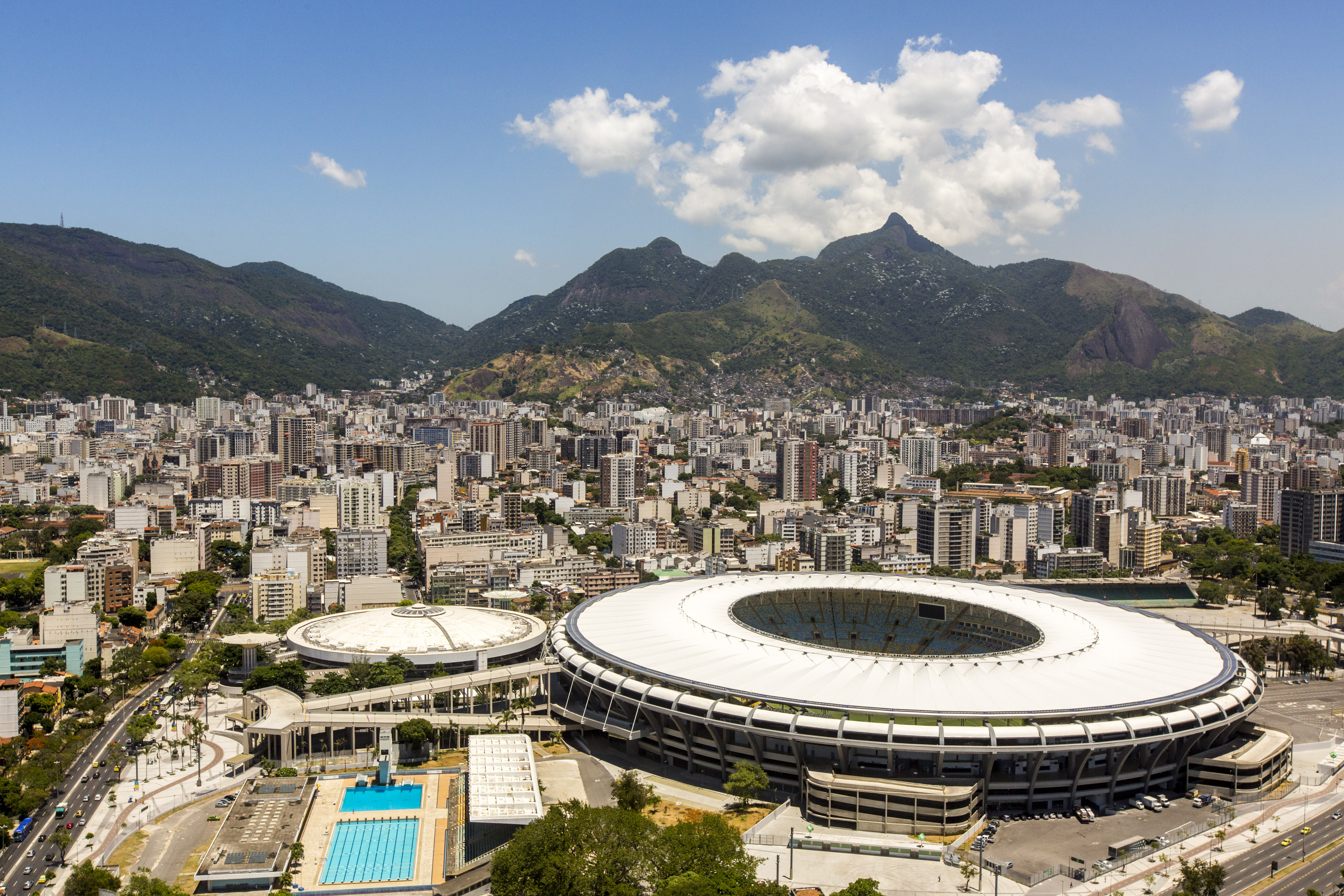
Vista aérea do Estádio Jornalista Mário Filho, o Maracanã.

No século XVIII, se cultivavam na região, principalmente, a cana-de-açúcar, frutas, e hortaliças, tornando-se a maior área fornecedora destas plantações da cidade. Os escoamentos eram feitos por vias terrestres e fluviais, sendo feitos, principalmente, pela antiga Estrada Real de Santa Cruz e pelos rios Pavuna e Meriti, através do extinto Porto de Irajá. A grande atividade mercantil na região deu origem a bairros da Zona Norte, como Madureira, Pavuna, Irajá, Anchieta e outros.

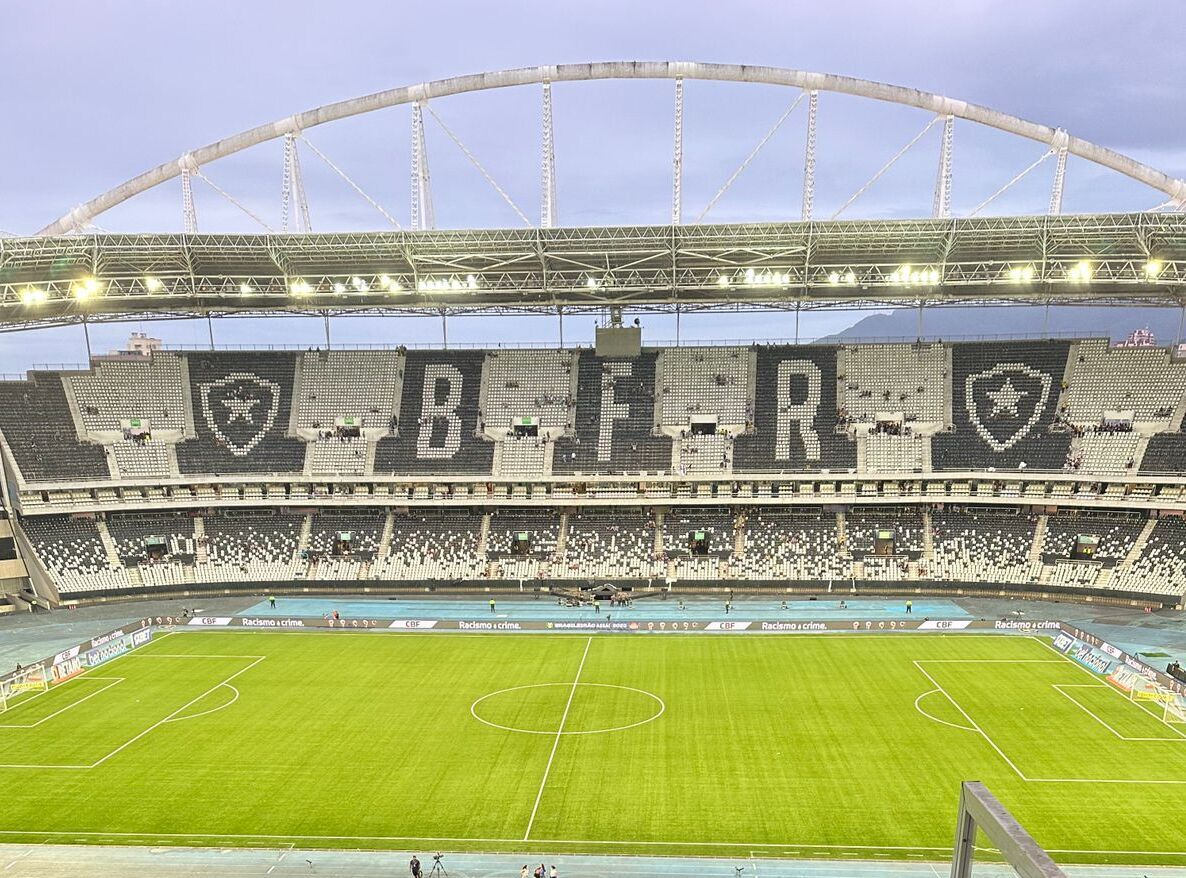
Estádio Olímpico Nilton Santos, também conhecido como.

O subúrbio, especialmente a Zona Norte, intensificou sua ocupação com utilização da Estrada de Ferro D. Pedro II nos meados do século XIX, a estrada de ferro foi criada no ano de 1858 e ligava inicialmente o Centro até Queimados, logo depois foi criada a Estrada de Ferro Leopoldina sendo inaugurada em 1874, porém sendo levada ao Rio de Janeiro apenas em 1886, ano da fundação do bairro de Ramos, o primeiro do conjunto de bairros da Zona da Leopoldina. Mais tarde no final do século uma linha auxiliar chama Estrada de Ferro Rio d'Ouro chegaria até a Pavuna também. No final da década de 30, a presença de indústrias próxima as linhas férreas é muito visível, crescendo assim nas próximas décadas, sendo um grande complexo industrial, comercial e residencial.

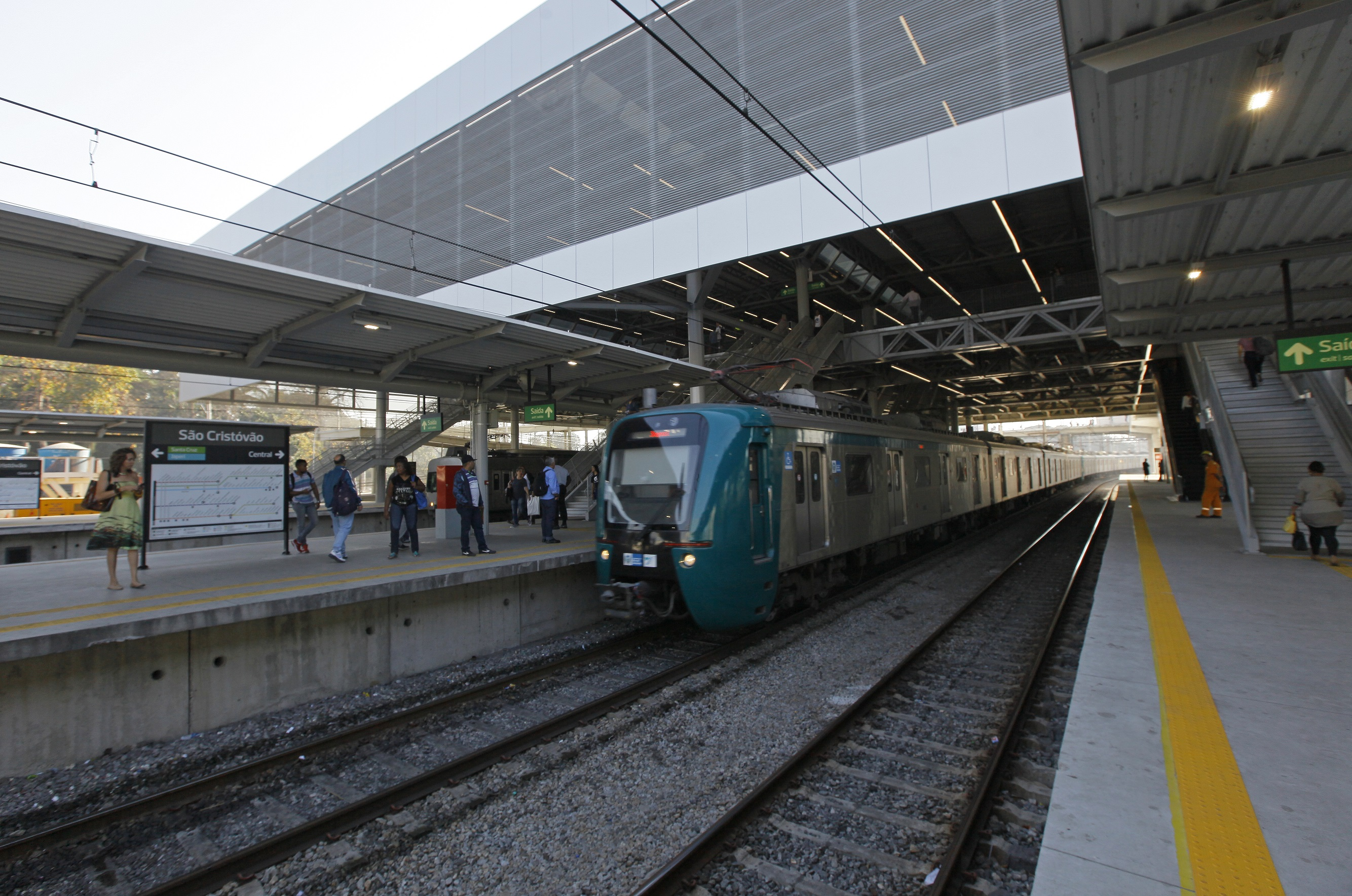
Estação São Cristóvão da SuperVia.

Em 1903 o prefeito Pereira Passos, realizou reformas na cidade e o conceito de subúrbio ganhou contornos mais ideológicos e pejorativos no contexto do Rio de Janeiro. Com a implantação de uma nova ordem urbana no Centro da futura metrópole a fim de deixar essa área do Rio com uma cara mais europeizada, associada também à expansão do mercado imobiliário para as classes altas à beira-mar (Zona Sul), o proletariado do Centro foi expulso para os subúrbios e morros, estima-se que durante o mandato de Pereira passos cerca de 14.000 pessoas foram desalojadas, no processo chamado "bota-fora", essas pessoas foram principalmente para a Zona Norte, que passou a ser visto como um local estratégico de escoamento dessa população marginalizada para bem longe do Centro “civilizado”. Não houve então uma política de "moralização" da classe trabalhadora, o que favoreceu a emergência do caráter pejorativo que o termo “subúrbio” emanaria no cenário carioca.
Do início até o meio do seculo XX ocorreu o loteamento em massa dos terrenos da Zona Norte, alavancado principalmente pela criação das linhas dos bondes elétricos no subúrbio nessa época também, isso ampliou o crescimento populacional da região, alguns bairros planejados foram criados nessa época como Marechal Hermes em 1911, Grajaú em 1914, Jardim Guanabara em 1936, Vila Kosmos em 1940, Vista Alegre em 1950 e Jardim América em 1957.

## Turismo

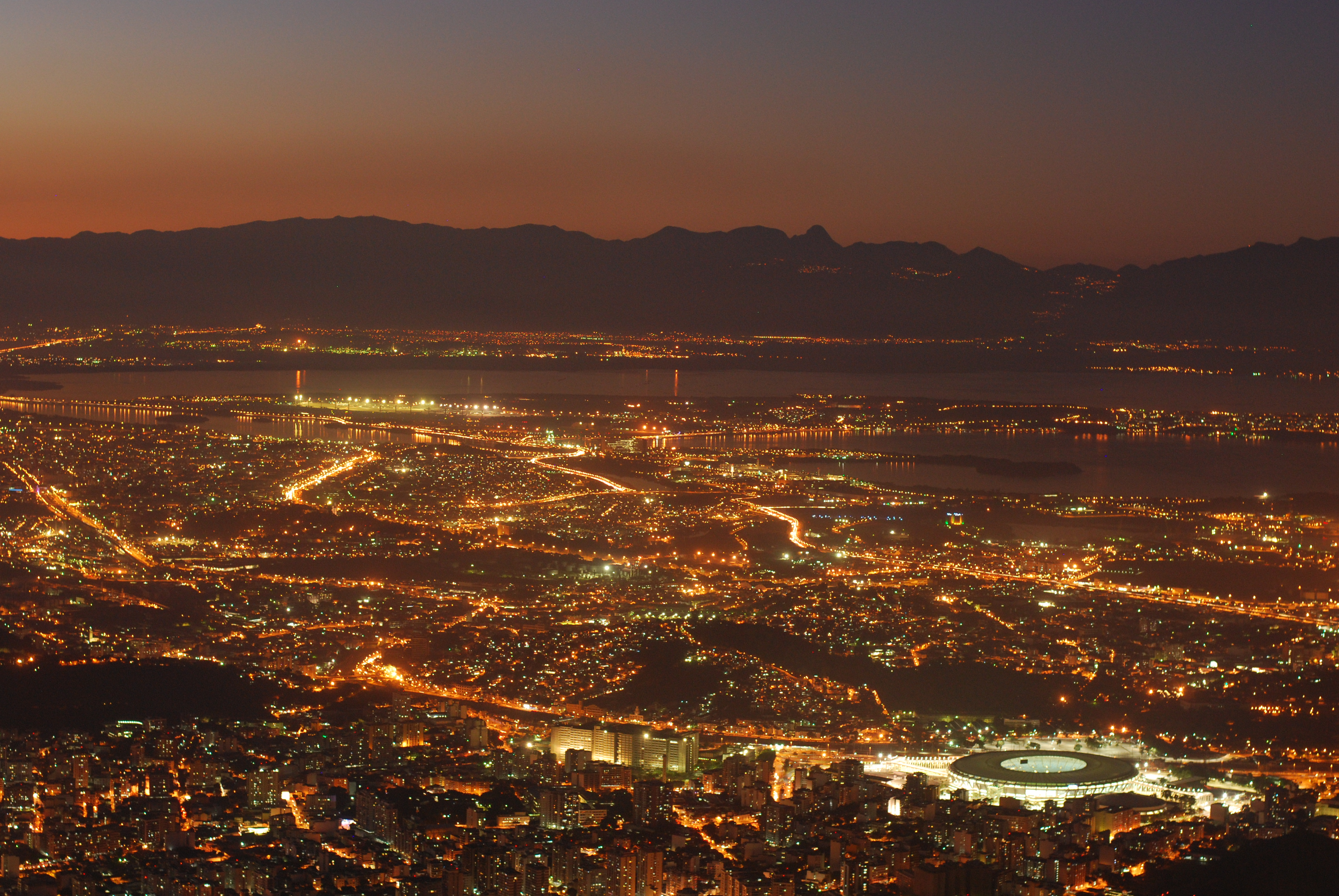
Vista parcial da Zona Norte, ao anoitecer, a partir do Parque Nacional da Tijuca.

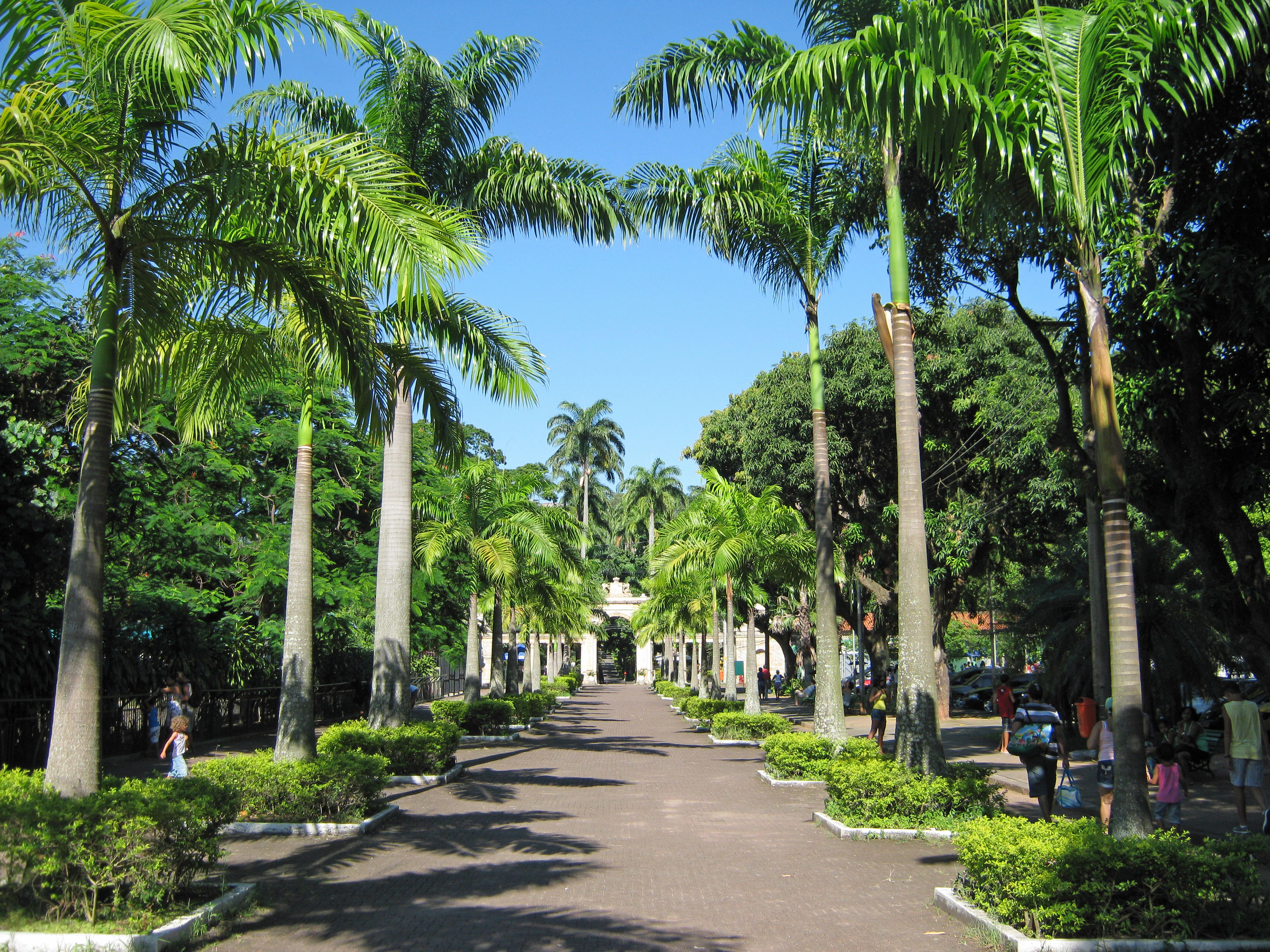
Entrada do Jardim Zoológico do Rio de Janeiro

Dos pontos turísticos, os principais são:
- Centro Cultural João NogueiraIgreja de N. Sra. da Penha
- CADEG de Benfica
- Casa da Marquesa de Santos
- Centro Cultural Cartola

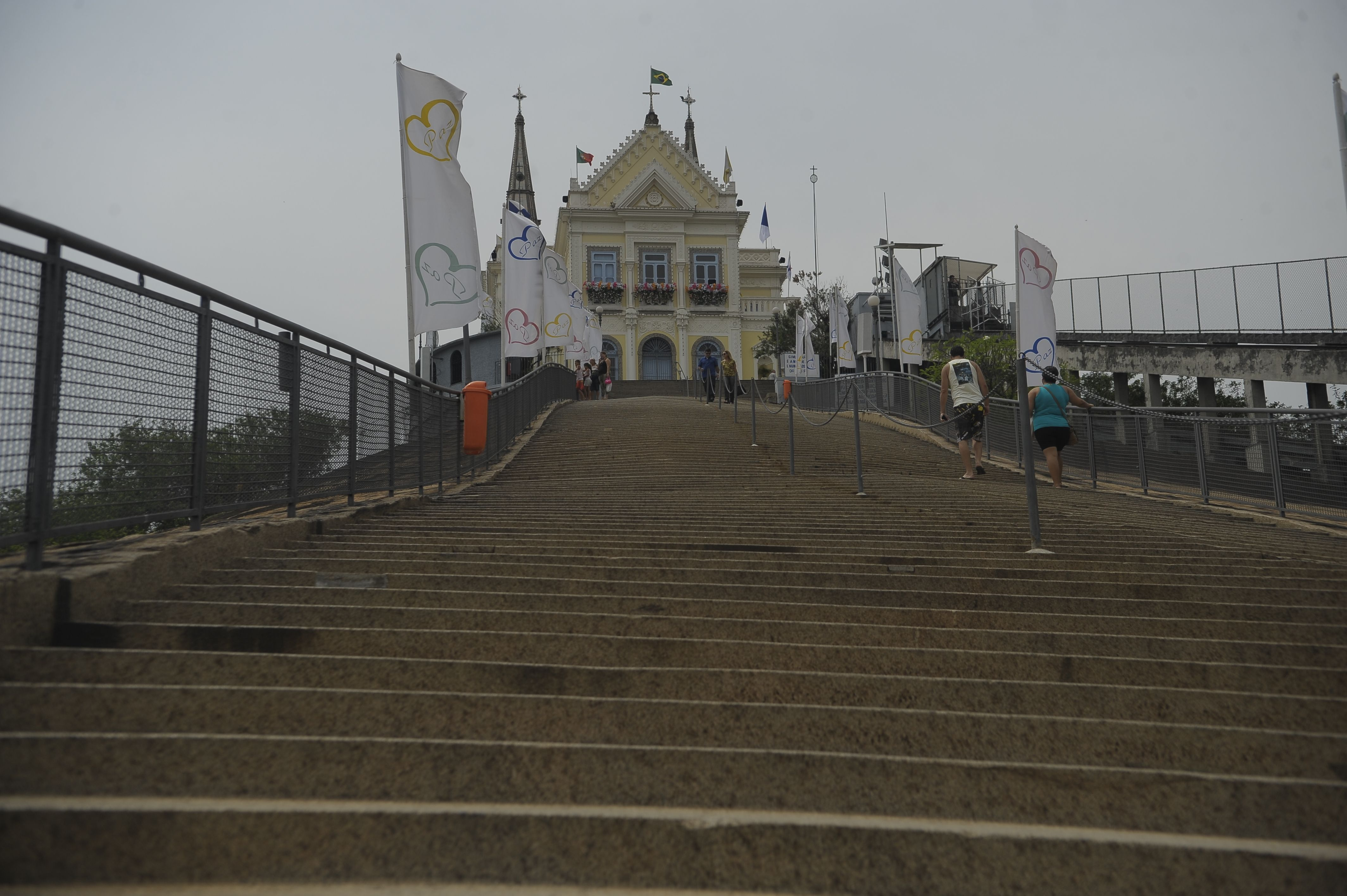
Igreja de N. Sra. da Penha

- Centro Luiz Gonzaga de Tradições Nordestinas.
- Estádio Gilberto Cardoso, conhecido como Maracanãzinho
- Estádio Jornalista Mário Filho, conhecido como Maracanã
- Estádio Olímpico Nilton Santos, conhecido como Engenhão
- Estádio Vasco da Gama, conhecido como São Januário
- Floresta da Tijuca
- Igreja da Penha junto com o tradicional Parque de Diversões Shanghai
- Igreja de São Sebastião dos Capuchinhos
- Jardim Zoológico do Rio de Janeiro, também conhecido como RioZoo
- Museu da Maré
- Museu da Vida (Fundação Oswaldo Cruz)
- Museu de Astronomia
- Museu do Trem
- Museu Militar Conde de Linhares
- Parque Ambiental Carlos Roberto de Oliveira ‘Dicró’
- Parque Madureira
- Parque Nacional da Tijuca
- Praia da Bica'
- Quinta da Boa Vista
- Estádio Antônio Mourão Vieira Filho, conhecido como Rua Bariri do Olaria Atlético Clube.

## Transportes

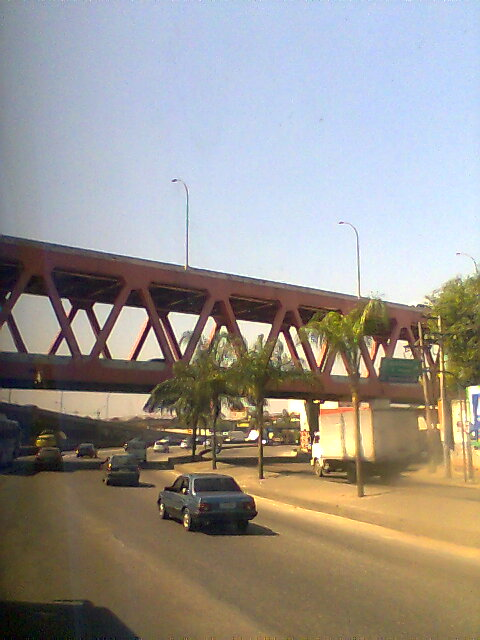
Linha Vermelha, cruzando a Avenida Brasil.

Grandes vias estão localizadas nesta região, como a entrada e saída, para a via expressa Linha Vermelha, na qual liga Rio de Janeiro e São João de Meriti (Baixada Fluminense), a Avenida Brasil é a principal artéria viária da cidade, parte da BR-101, que corta a cidade desde a Ponte Rio - Niterói até Santa Cruz (Zona Oeste) e a Linha Amarela, que liga a Barra da Tijuca (Zona Oeste) à Ilha do Fundão.

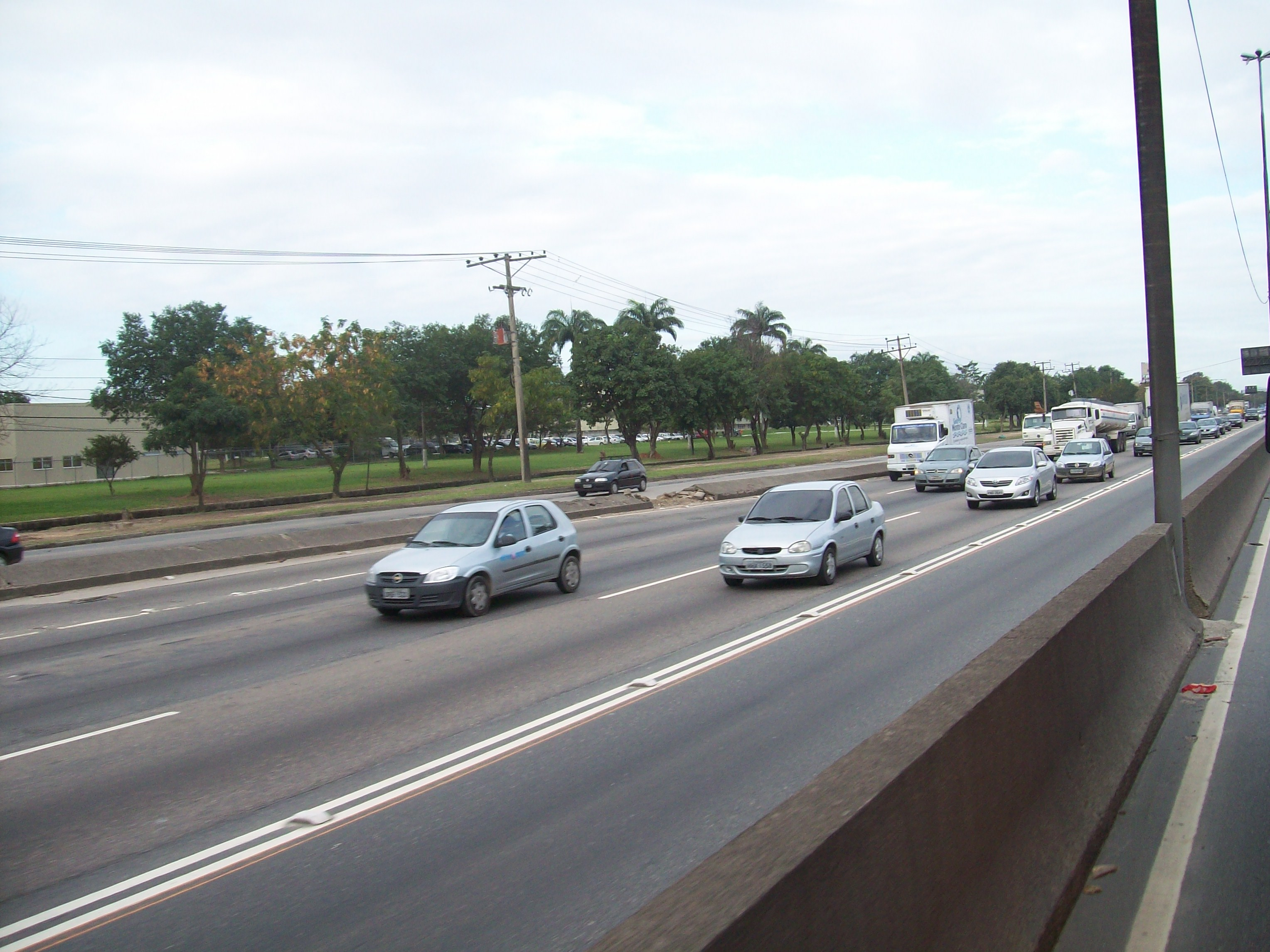
Avenida Brasil, altura de Olaria.

Todos os ramais de trens urbanos passam pela Zona Norte, os bairros de São Cristóvão e Maracanã tem plataformas de todos os 4 ramais. A Linha Santa Cruz passa pelos mesmos bairros da Linha Japeri, porém na Zona Norte só param em Madureira, Engenho de Dentro e Méier (Silva Freire), além de Maracanã e São Cristóvão, a Linha Saracuruna passa pelos bairros da Leopoldina (Penha, Olaria, Bonsucesso, etc.) ou bairros próximos a ela, até chegar em Duque de Caxias, e a Linha Belford Roxo atravessa bairros como Del Castilho, Madureira (Mercadão de Madureira) e Pavuna.

Estádio São Januário e sede social do C.R. Vasco da Gama.

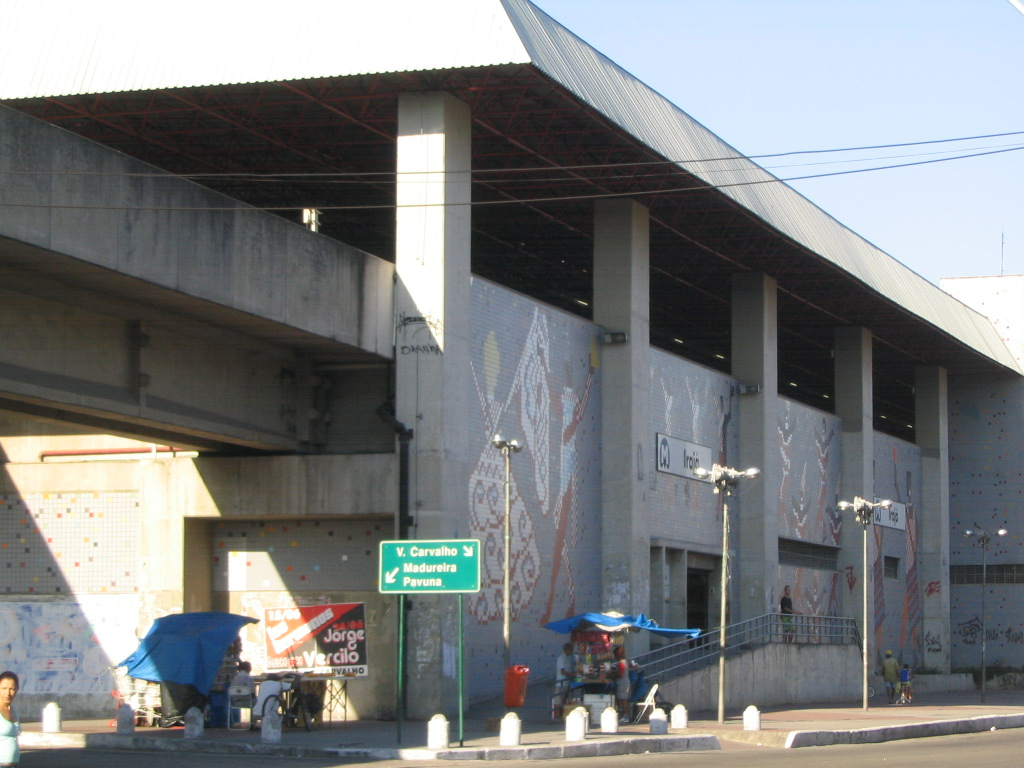
Metrô de Irajá, pertencente a Linha 2.

Dezenove estações de metrô estão espalhadas na região, estas são: São Cristóvão, Maracanã, Triagem, Maria da Graça, Nova América/Del Castilho, Inhaúma, Engenho da Rainha, Tomás Coelho, Vicente de Carvalho, Irajá, Colégio, Coelho Neto, Acari/Fazenda Botafogo, Engenheiro Rubens Paiva, Pavuna, Afonso Pena, São Francisco Xavier, Saens Peña e Uruguai. A Estação Pavuna é a estação terminal da Linha 2 do metrô e a Estação Uruguai o da Linha 1.
O TransCarioca do BRT, liga o Aeroporto Tom Jobim na Ilha do Governador ao Terminal Alvorada na Barra da Tijuca, cortando assim os ramais Saracuruna, Belford Roxo, Deodoro, Santa Cruz e Japeri da SuperVia e também a Linha 2 do Metrô Rio.

## Locais Relevantes

### Clubes
A Zona Norte apresenta vários clubes que representam modalidades esportivas, grupos étnico-religiosos, seus bairros, entre outros. Alguns exemplos são:
| Clube                                                | Modalidade                                         | Bairro             |
| ---------------------------------------------------- | -------------------------------------------------- | ------------------ |
| E.C. Anchieta                                        | Futebol                                            | Anchieta           |
| E.C. Maxwell (Andaraí)                               | Futebol                                            | Andaraí            |
| Bonsucesso Futebol Clube                             | Futebol; Vôlei; Basquetebol; Ciclismo; Futsal      | Bonsucesso         |
| Colégio Futebol Clube                                | Futebol; Futsal; Vôlei                             | Colégio            |
| Engenho de Dentro Atlético Clube (Engenho de Dentro) | Futebol                                            | Engenho de Dentro  |
| Grajaú Country Clube                                 | Poliesportivo                                      | Grajaú             |
| Grajaú Tênis Clube                                   | Poliesportivo (tênis, ginásio, piscina, patinação) | Grajaú             |
| E.C. Cocotá (Ilha do Governador)                     | Futebol                                            | Ilha do Governador |
| Governador Iate Clube (Ilha do Governador)           | Esportes Náuticos                                  | Ilha do Governador |
| E.C. Jardim Guanabara (Ilha do Governador)           | Futebol                                            | Ilha do Governador |
| A.A. Portuguesa (Ilha do Governador)                 | Futebol                                            | Ilha do Governador |
| Irajá Atlético Clube                                 | Futebol                                            | Irajá              |
| Madureira Esporte Clube                              | Futebol                                            | Madureira          |
| Carioca Iate Clube (Maré)                            | Esportes Náuticos (vela, pesca)                    | Maré               |
| S.C. Mackenzie (Méier)                               | Poliesportivo                                      | Méier              |
| Olaria Atlético Clube                                | Multiesportivo                                     | Olaria             |
| E.C. Lucas (Parada de Lucas)                         | Futebol                                            | Parada de Lucas    |
| Pavunense Futebol Clube                              | Futebol                                            | Pavuna             |
| Centro Cívico Leopoldinense (Penha)                  | Social / Recreativo                                | Penha              |
| Piedade Tênis Clube                                  | Tênis                                              | Piedade            |
| Ramos Social Clube                                   | Atividades sociais e esportivas                    | Ramos              |
| Grêmio de Rocha Miranda                              | N/D                                                | Rocha Miranda      |
| Riachuelo Football Club                              | Futebol                                            | Riachuelo          |
| São Cristóvão de Futebol e Regatas                   | Multiesportivo (remo, futebol)                     | São Cristóvão      |
| C.R. Vasco da Gama (São Cristóvão)                   | Multiesportivo (remo, futebol)                     | São Cristóvão      |
| America Football Club (Tijuca)                       | Futebol                                            | Tijuca             |
| Montanha Clube (Tijuca)                              | Poliesportivo                                      | Tijuca             |
| Clube Monte Sinai (Tijuca)                           | Poliesportivo                                      | Tijuca             |
| Club Municipal (Tijuca)                              | N/D                                                | Tijuca             |
| Tijuca Tênis Clube                                   | Tênis                                              | Tijuca             |
| Mello Tênis Clube (Vila da Penha)                    | Tênis                                              | Vila da Penha      |
| Vila Isabel Football Club                            | Futebol                                            | Vila Isabel        |
| Grêmio Recreativo Água Grande (Vista Alegre)         | N/D                                                | Vista Alegre       |

### Escolas de Samba
A Zona Norte é a região que possui o maior número de escolas de samba campeãs do grupo especial do Carnaval no Rio de Janeiro. Ao todo a Zona Norte foi campeã 77 vezes, com 10 escolas de samba distintas. As principais escolas são:
- Arranco (Engenho de Dentro)
- Boi da Ilha
- Caprichosos de Pilares
- Imperatriz Leopoldinense
- Império da Tijuca
- Império Serrano
- Mangueira
- Portela
- Salgueiro
- Tradição
- União da Ilha
- Unidos da Tijuca
- Unidos do Jacarezinho
- Unidos de Vila Isabel

### Cinemas
No meio do século XX ocorre o auge dos cinemas da Zona Norte, fonte de entretenimento e lazer daquela época. Os principais expoentes deste movimento foram:

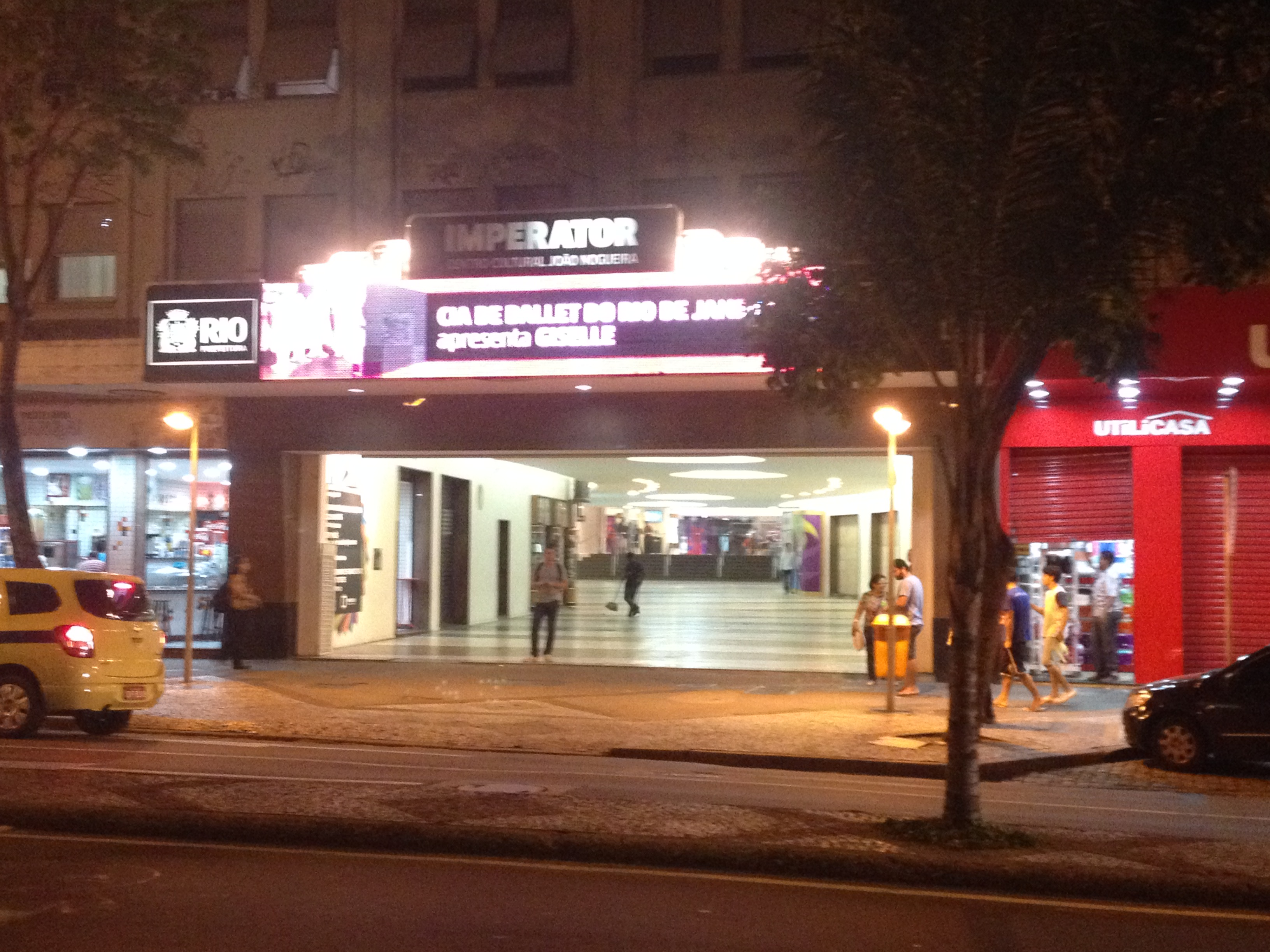
Entrada do antigo Cine Imperator, atual Centro Cultural João Nogueira, no Méier.

- Entrada do antigo Cine Imperator, atual Centro Cultural João Nogueira, no Méier.Brás de Pina - Cine Santa Cecília (1937 - 1967)
- Bento Ribeiro - Cine Caiçara (1957 - 1982)
- Cachambi - Cine Cachambi (déc.1950 - 1976)
- Coelho Neto - Cine Novo Horizonte (1952-1972)
- Engenho Novo - Cine Santa Alice (1952-1982)
- Ilha do Governador - Ilha Auto Cine (1975 - 2007)
- Irajá - Cine Irajá (1941 - 1980), Cine Triunfo (1932 - déc. 1980), Cine Lamar (1951 - ?)
- Jacaré - Palace Vitória (1929 - 1972)
- Madureira - Cine Alfa (1929 - 1972), Cinema Beija-Flor (1914 - 1986), Madureira 1 e 2 (1911 - déc. 1990), Coliseu (1938 - 1972)
- Marechal Hermes - Cinema Lux (1934 - déc. 1990)
- Méier - Cine Imperator (1954 - 1984), Bruni Méier (1919 - déc. 1980), Art Palácio Méier (1957 - 2000) Cine Rin-Tin-Tin (1950 - 1959)
- Olaria - Cine Santa Helena(1920 - 1997)
- Penha - Cine São Pedro (1951-1974)
- Ramos - Cine Rosário (1938 - déc. 1981), Cine Rio Palace (1962 - 1968)
- Rocha - Cine Marajá (1951-1971)
- Rocha Miranda - Cine Guaraci (1954 - 1989)
- Tijuca - Cine Carioca (1941 - 1999), Tijuca-Palace (1967 - 1992), Bruni Tijuca (1968 -  dec. 1990), Metro Tijuca (1941-1976), Cine Olinda (1940 - 1972), Cine Madrid (1954 - 1970), Cinema Comodoro (1967 - 1988)
- São Cristóvão - Cine Natal (1940 - 1972)
- Vaz Lobo - Cine Vaz Lobo (1940 - 1982)
- Vista Alegre - Cine Vista Alegre (1965- 1978)

## Shoppings Centers

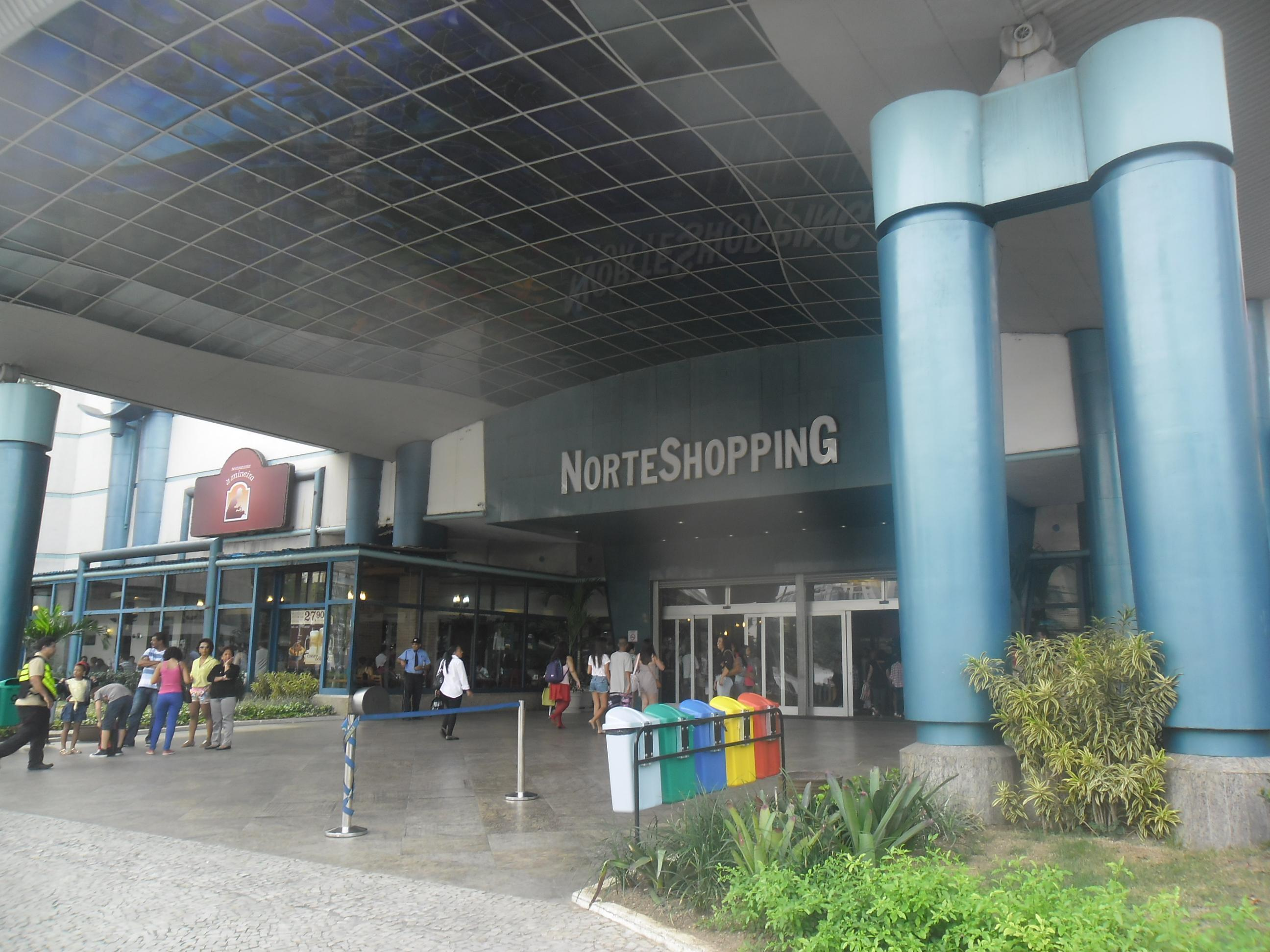
Entrada do Norte Shopping, no Cachambi.

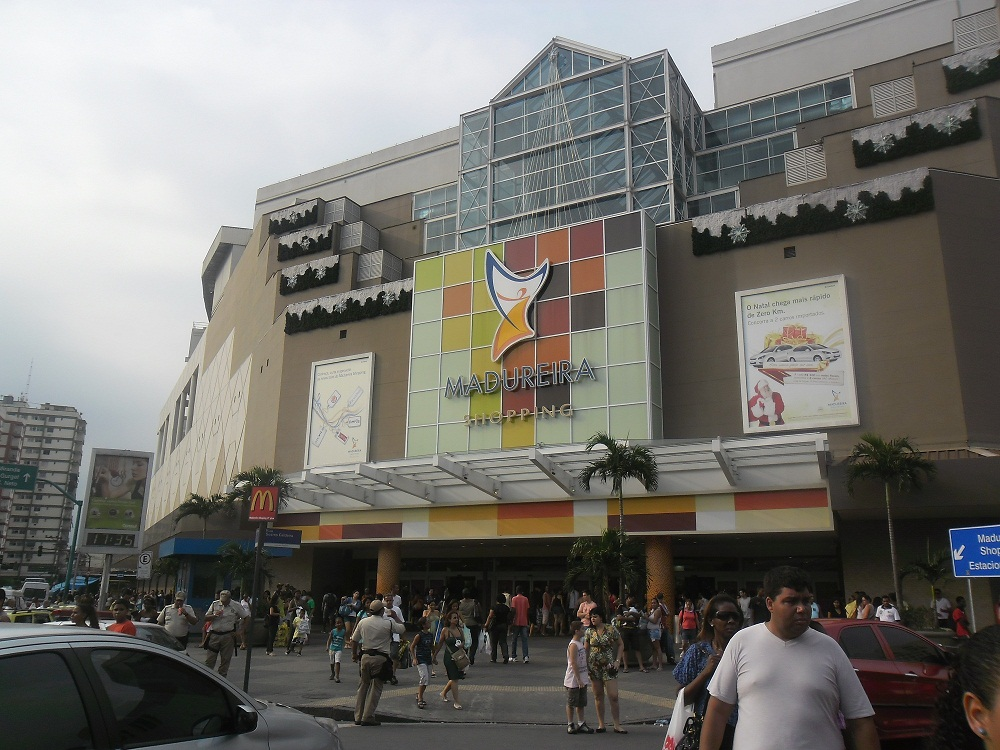
Entrada do Madureira Shopping.

| Shopping                                      | Bairro                              |
| --------------------------------------------- | ----------------------------------- |
| Carioca Shopping                              | Vicente de Carvalho / Vila da Penha |
| Ilha Plaza Shopping                           | Jardim Carioca (Ilha do Governador) |
| Leopoldina Shopping                           | Penha                               |
| Madureira Shopping                            | Madureira                           |
| Norte Shopping                                | Cachambi                            |
| Nova Pavuna                                   | Pavuna                              |
| Shopping 45                                   | Tijuca                              |
| Shopping Boulevard (antigo Shopping Iguatemi) | Andaraí / Vila Isabel               |
| Shopping do Méier                             | Méier                               |
| Shopping Jardim Guadalupe                     | Guadalupe                           |
| Shopping Nova América                         | Del Castilho                        |
| Shopping São Luiz (Shopping dos Peixinhos)    | Madureira                           |
| Shopping Tijuca                               | Tijuca                              |
| Shopping Via Rio Pavuna                       | Pavuna                              |
| Via Brasil Shopping                           | Irajá                               |

## Regiões administrativas
Das trinta e três regiões administrativas do município do Rio de Janeiro, estão na zona norte:
- São Cristóvão – Benfica, Mangueira, São Cristóvão e Vasco da Gama.
- Tijuca – Alto da Boa Vista, Tijuca e Praça da Bandeira
- Vila Isabel – Andaraí, Grajaú, Maracanã e Vila Isabel.
- Ramos – Bonsucesso, Manguinhos, Olaria e Ramos.
- Penha – Brás de Pina, Penha e Penha Circular.
- Inhaúma – Engenho da Rainha, Higienópolis, Inhaúma e Tomás Coelho.
- Méier – Abolição, Água Santa, Cachambi, Engenho de Dentro, Engenho Novo, Jacaré, Lins de Vasconcelos, Méier, Pilares, Riachuelo, Rocha, Sampaio, São Francisco Xavier, Todos os Santos, Piedade e Encantado.
- Irajá – Colégio, Irajá, Vicente de Carvalho, Vila Kosmos, Vila da Penha e Vista Alegre.
- Madureira – Bento Ribeiro, Campinho, Cascadura, Honório Gurgel, Madureira, Marechal Hermes, Oswaldo Cruz, Quintino Bocaiúva, Rocha Miranda, Vaz Lobo e Turiaçú.
- Ilha do Governador – Bancários, Cacuia, Cidade Universitária, Cocotá, Freguesia, Galeão, Jardim Carioca, Jardim Guanabara, Moneró, Pitangueiras, Portuguesa, Praia da Bandeira, Tauá, Ribeira e Zumbi.
- Anchieta – Anchieta, Guadalupe, Parque Anchieta e Ricardo de Albuquerque.
- Pavuna – Acari, Barros Filho, Coelho Neto, Costa Barros, Parque Colúmbia e Pavuna.
- Jacarezinho –  Jacarezinho.
- Complexo do Alemão – Complexo do Alemão.
- Complexo da Maré – Maré.
- Vigário Geral – Cordovil, Parada de Lucas, Jardim América e Vigário Geral.

## Subprefeitura

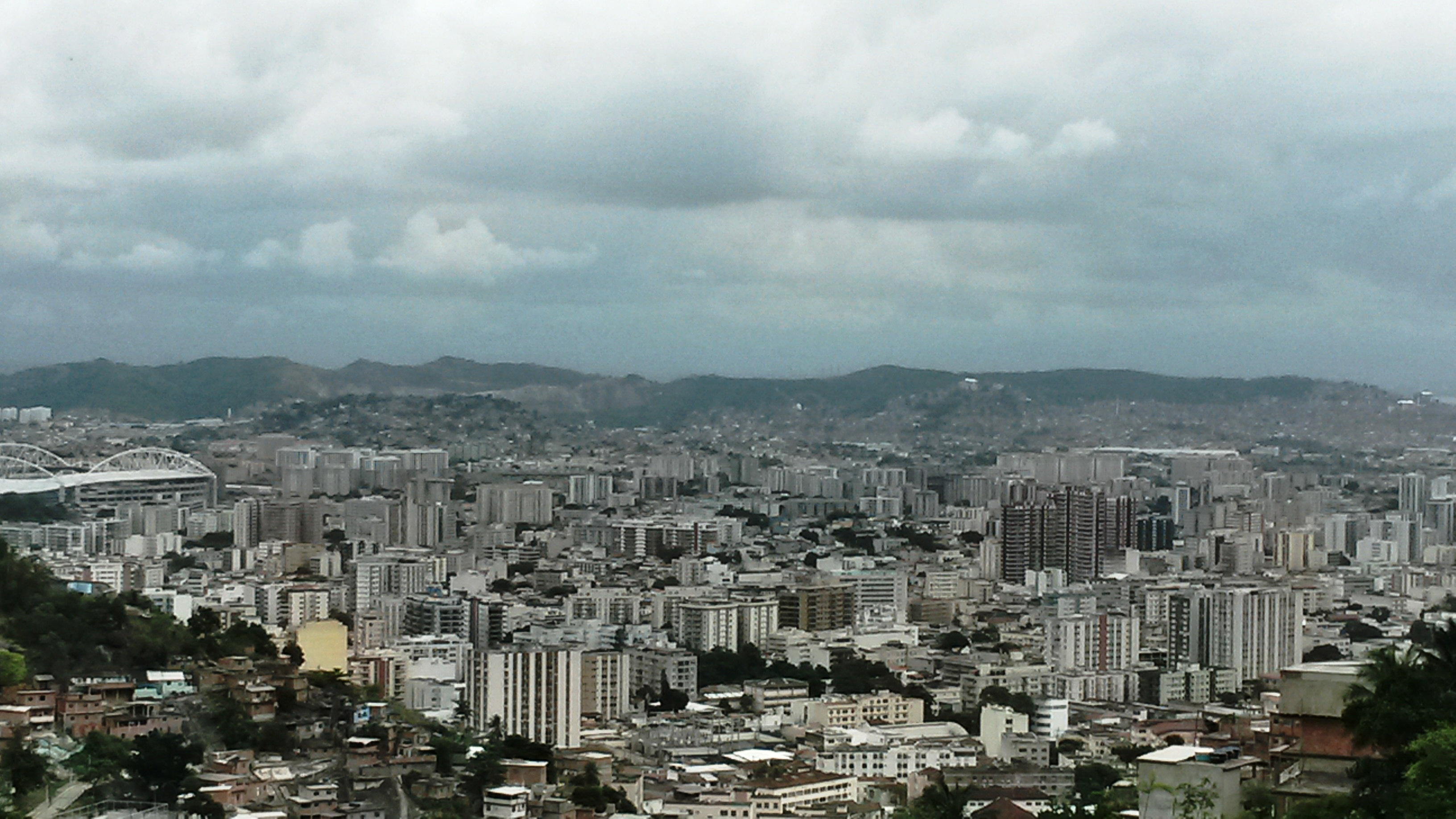
Zona Norte do Rio, com o Estádio Olímpico Nilton Santos e a Igreja da Penha.

As subprefeituras fazem o intermédio entre a população, de toda a área, e a prefeitura municipal do Rio de Janeiro. Suas atividades, são atribuídas com políticas públicas, feitas para os moradores melhorarem a qualidade de vida na região, contando com órgãos públicos, se necessário. Esta, é um dos responsáveis por desenvolver a ordem urbana, para moradores e visitantes, e ainda, revitalizar a região.
- Subprefeitura Zona Norte 1: Penha, Ramos, Irajá, Madureira, Anchieta, Pavuna, Maré e Vigário Geral
- Subprefeitura Zona Norte 2: Inhaúma, Méier, Complexo do Alemão e Jacarezinho
- Subprefeitura da Grande Tijuca: Tijuca, Vila Isabel e Grajaú
- Subprefeitura da Ilha do Governador:  Ilha do Governador[3]
  - Observação: Penha e Ramos compõem a histórica Zona da Leopoldina, que culturalmente criam uma identidade comum nesta parte da Zona Norte, embora não seja reconhecida como uma estrutura administrativa à parte.Referências

1. ↑  «Noticia - prefeitura.rio». www.rio.rj.gov.br. Consultado em 3 de novembro de 2016
2. ↑  «Subprefeitura da Zona Zorte». Prefeitura Municipal do Rio de Janeiro. 2010. Consultado em 15 de janeiro de 2011
3. ↑  «Conheça a Subprefeitura». Prefeitura Municipal do Rio de Janeiro. Consultado em 13 de julho de 2013